# Voie révolutionnaire
Voie révolutionnaire (Devrimci Yol, abrégé couramment Dev Yol) est une organisation marxiste-léniniste clandestine turque, active entre 1977 et 1985.

## Histoire
Dev Yol se considère comme l'héritier direct du Parti-Front de libération des peuples de Turquie, fondé en décembre 1970 par Mahir Cayan. Après la mort de son fondateur en 1972, les militants, dont beaucoup ont été emprisonnés après le coup d'État de 1971, se sont dispersés dans différents groupes.

### Fondation
En 1974, le gouvernement de coalition entre le CHP de Bülent Ecevit et le MSP (islamiste) promulgue une amnistie générale, dont profite la plupart des prisonniers politiques qui avaient été condamnés après le coup d'État de 1971.
À partir de 1975, d'anciens membres de Dev-Genç (Fédération de la jeunesse révolutionnaire) créent de nouvelles associations, qui fondent une revue commune, Devrimci Gençlik (Jeunesse révolutionnaire). Ces associations fusionnent en 1976 en créant la Devrimci Gençlik Dernekleri Federasyonu (DGDF, Fédération des associations de la jeunesse révolutionnaire). Ils lancent à partir de mai 1977 une nouvelle revue, intitulée Devrimci Yol (Voie révolutionnaire). Les militants qui se regroupent autour de la revue baptisent alors leur nouveau mouvement Devrimci Yol, qu'ils abrègent volontiers Dev-Yol, à l'exemple de l'ancien mouvement Dev Genç.
Le groupe vit rapidement une première scission, lorsqu'un groupe d’anciens du THKP-C se sépare de Dev-Yol, et fonde le groupe Kurtuluş (Libération).

### La plus grande organisation de gauche
Entre 1978 et 1980, Dev Yol est l'organisation de gauche la plus importante en nombre et en influence. Contrairement à la plupart des groupes de gauche turque de l'époque, Dev Yol est présente sur l’ensemble du territoire. Dev-Yol aurait compté 40 000 membres (probablement davantage), tandis que sa scission Kurtuluş aurait eu entre 10 000 et 40 000 adhérents. Elle est active sur les campus à travers sa branche étudiante, Devrimci Öğrenciler Birliği (DÖB, Union des étudiants révolutionnaires). Sa revue se vend à 100 000 exemplaires.
Devrimci-Yol est une organisation de masse « semi-légale » : elle est composée d'un bras politique, qui s'investit dans les syndicats, dans la rue, dans les quartiers, les lycées et les universités, et d'un bras armé, clandestin.

### Une priorité: la «lutte antifasciste»
Contrairement à la plupart des autres groupes de gauche turque, qui se définissent souvent comme pro-chinois, pro-soviétique ou pro-albanais, Dev Yol préfère se concentrer sur les « conditions propres à la Turquie » et se signale par un net caractère national.
Les années 1970, et particulièrement la deuxième moitié de la décennie, sont marqués par un violent conflit entre une gauche divisée entre de multiples mouvements et une droite radicale fortement structurée autour d’un seul parti, le Milliyetçi Hareket Partisi (MHP, parti de l’action nationaliste), qui s’est implanté progressivement dans différents espaces sociaux : syndicalisme, milieu étudiant, associations culturelles et même dans le gouvernement à la suite de deux coalitions. Les affrontements de plus en plus violents entre militants de gauche et de droite font près de 5 000 victimes entre 1975 et 1980 sur l’ensemble du territoire. L’État s'associe parfois aux actions violentes d’extrême droite, comme lors du 1er mai 1977 sur la place Taskim à Istanbul. Face à l’ampleur de cette mobilisation, les Loups gris s’en prennent aux manifestants tandis que la police disperse avec violence le rassemblement : tués par balle, écrasés par des véhicules blindés de la police ou par les mouvements de foule, trente-huit manifestants perdent la vie ce jour-là.
Pour Dev Yol, la Turquie vit alors une « guerre civile ». Elle fait de la « lutte antifasciste » une priorité absolue et prône « la défense active ». L'objectif est la formation d’un « front de résistance » à partir des « comités de résistance » (Direniş Komiteleri). Dev Yol transfère ses forces militantes vers les régions anatoliennes dans lesquelles les affrontements avec les militants de la droite radicale sont fréquents.

### Le coup d'État de 1980
À la suite du coup d'État militaire du 12 septembre 1980, plus de quarante procès de Dev-Yol ont lieu. 1 552 membres de l'organisation sont condamnés à des peines de prison. 73 membres sont condamnés à la peine capitale. Les six dirigeants de l'organisation, dont le procès durera sept ans, sont tous arrêtés et condamnés à mort. Trente-neuf condamnations à la prison à vie sont aussi prononcées ; les condamnés à mort ne seront toutefois pas exécutés mais libérés en 1991.
En Allemagne, les militants réfugiés après le coup d'État militaire de 1980 créent l'association Devrimci Isci (Ouvrier révolutionnaire).

## Postérité
La vie organisationnelle de Dev Yol s’arrête en 1980. Néanmoins même après cette date, ses militants qui s’engagent auprès d’autres organisations associatives, syndicales ou politiques continuent à se définir comme Devyolcular. Beaucoup d'anciens militants se sont recyclés dans le Parti de la liberté et de la solidarité (ÖDP, Özgürlük ve Dayanışma Partisi), mais aussi dans le CHP (Cumhuriyet Halk Partisi, Parti Républicain du Peuple). En revanche, malgré le coté très « militariste » de Dev Yol, aucun de ses militants ne rejoindra le Parti des travailleurs du Kurdistan.